# Stabyhoun
Stabyhoun (FCI-standard: 222) er en hunderace fra Holland, som første gang kom til Danmark i 1995.

## Egenskaber
Stabyhoun kan bruges både som familiehund og jagthund. Den elsker opmærksomhed, er meget glad for børn og er nem at opdrage. Stabyhoun er en blød hund, som ikke kræver en skrap tone.

### Familiehund
Som familiehund har Stabyhoun et åbent og frejdigt sind. Den er utrolig trofast, meget hengiven og let at opdrage. Til børnefamilier er det en hengiven legekammerat. Rigtig god til børn og kræver, at man er meget sammen med den, og man skal kunne gå lange ture med den. Hvis du bor tæt på en strand, elsker den at bade, det er en rigtig vandhund.

### Jagthund
Som jagthund er Stabyhoun en stående jagthund og en nænsom apportør. Den har stor udholdenhed og er en god svømmer.

### Vagthund
Som vagthund er Stabyhoun vagtsom, men bestemt ikke aggressiv.

## Udseende
Stabyhoun er en mellemstor hund. Den ideale højde for hannen er 53 cm og for tæven er det 50 cm.
Den mest almindelige farve er sort-hvid, men der forekommer også brun-hvid. I alle tilfælde kan de være skimlet.